# Casa Jepet
La Casa Jepet és una obra d'Alins (Pallars Sobirà) inclosa a l'Inventari del Patrimoni Arquitectònic de Catalunya.

## Descripció
Casa formada per planta baixa i dos pisos amb façana sota un dels vessants de la coberta de llicorella a dues aigües. En la planta baixa construïda en la base amb grans blocs arrodonits de granit i petit aparell pissarrós, s'obren la porta i una finestra; el parament dels dos pisos superiors és de cabirons vistos i aparell petit lligat amb morter. Al primer pis sobre la porta hi ha una finestra balconera amb balustres similar a les dues que s'obren en el pis superior. Suporten els paviments dels pisos alts i grosses bigues de fusta, els caps de les quals sobresurten a la façana.